# Emil von Sauer
Emil Georg Konrad von Sauer (ur. 8 października 1862 w Hamburgu, zm. 27 kwietnia 1942 w Wiedniu) – niemiecki pianista i kompozytor.

## Życiorys
W latach 1879–1881 uczył się w Konserwatorium Moskiewskim u Nikołaja Rubinsteina, w latach 1884–1885 odbył natomiast letnie kursy u Ferenca Liszta w Weimarze. Międzynarodową karierę rozpoczął koncertem w Berlinie w 1885 roku, w trakcie którego wykonał koncerty fortepianowe Ludwiga van Beethovena i Adolfa von Henselta. Koncertował m.in. w Wielkiej Brytanii i Rosji, dwukrotnie (1888–1889 i 1908) występował w Stanach Zjednoczonych. W latach 1901–1907, 1915–1921 i od 1931 roku prowadził kursy mistrzowskie w Konserwatorium Wiedeńskim. W 1917 roku w uznaniu zasług przyznano mu tytuł szlachecki. W 1937 roku wystąpił z recitalem na III Międzynarodowym Konkursie Pianistycznym im. Fryderyka Chopina, był też jednym z wiceprzewodniczących jury.
Skomponował 2 koncerty fortepianowe, 2 sonaty fortepianowe, 24 Etudes de concert. Był autorem pamiętnika Meine Welt, Bilder aus dem Geheimfach meiner Kunst und meines Lebens (Berlin 1901). Ceniony był jako interpretator muzyki Liszta i Chopina. Przygotował do wydania utwory fortepianowe Brahmsa, a także prace pedagogiczne Theodora Kullaka, Josefa Pischny i Louisa Plaidy. Do jego uczniów należeli m.in. Elly Ney, Stefan Askenase, Helena Morsztynówna i Monique de la Bruchollerie.